# In viaggio
Pour plus de détails, voir Fiche technique et Distribution.
In viaggio est un documentaire italien réalisé par Gianfranco Rosi et sorti en 2022.
Chronique des voyages internationaux du pape François, ce film a été présenté en avant-première hors compétition lors de la 79e édition de la Mostra de Venise.

## Synopsis
Le film retrace, à l'aide d'images d'archives, les 37 visites internationales du pape dans 53 pays, en essayant de saisir ses messages ainsi que sa personnalité, y compris « des moments et des images de vulnérabilité émotionnelle apparente et d'épuisement ».

## Fiche technique
- Titre italien : In viaggio[3]
- Réalisateur : Gianfranco Rosi
- Scénario : Gianfranco Rosi
- Photographie : Gianfranco Rosi
- Montage : Fabrizio Federico
- Société de production : 21Uno Film, Rai Cinema, Stemal Entertainment
- Pays de production :  Italie
- Langue originale : italien
- Format : Couleurs
- Durée : 80 minutes
- Genre : Documentaire
- Dates de sortie :
  - Italie : septembre 2022 (Mostra de Venise 2022) ; 4 octobre 2022 (sortie nationale)
  - France : 14 décembre 2022

## Distribution
- Pape François

## Accueil critique
Selon Mathieu Macheret dans Le Monde, « Constitué en majeure partie d’images tournées par les équipes du Vatican, In viaggio est pour l’essentiel un film de montage. Il retrace les visites de François effectuées entre 2013 et 2022 [...] En creux, c’est aussi un état du monde qui se dessine dans les voyages du souverain pontife, perclus de crises, d’abus, de conflits, menacé de toutes parts par la course à l’armement et les tensions géopolitiques [...] Du procédé se dégage une impression équivoque : d’une part que la parole pontificale répond au chaos du monde, d’autre part qu’elle ne fait finalement que le commenter, sans avoir sur lui le moindre effet. Sans distance possible avec son sujet, le cinéaste n’échappe pas toujours au registre apologétique ».
Pour Romain Lefebvre dans les Cahiers du cinéma, « [...] La Terre vue du pape vs. le pape vu de la Terre. Cette ambivalence n’évite pas tout à fait une orientation consensuelle, découlant de ce même face-à-face abstrait entre le monde et une conscience. Le film s’achève logiquement sur le pape priant dans une cellule, en appelant à un geste divin pour remédier aux errements humains ».